# جويل و راندي

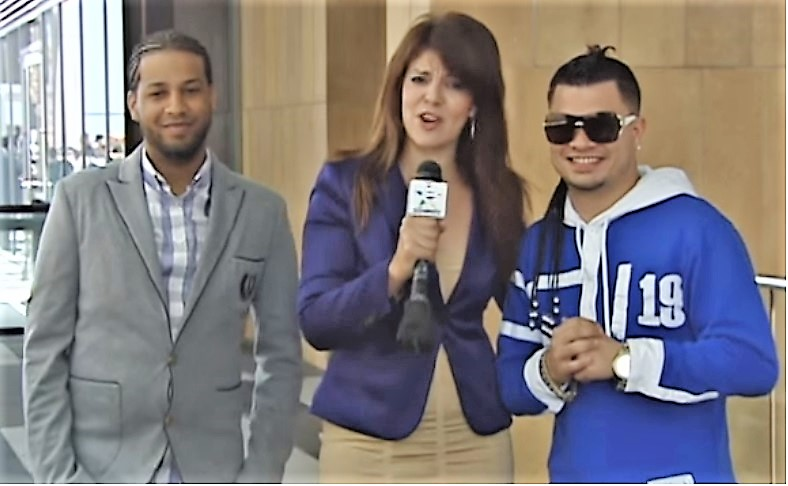
جويل (اليمين) وراندي (اليسار) في مقابلة تلفزيونية

جويل و راندي (Jowell & Randy) هما ثنائي ريغيتون بورتوريكي يتألف من جويل مونيوز (من مواليد 3 مارس 1982) و راندي أورتيز (من مواليد 16 يوليو 1983). كان الثنائي نشطًا منذ أوائل العقد الأول من القرن الحادي والعشرين و أصبحا أحد أكثر الفنانين شعبية في موسيقى الريغيتون. لقد أصدروا ثلاثة ألبومات استوديو و خمسة ألبومات مختلطة و ثلاثة وعشرون أغنية فردية اعتبارًا من يونيو 2017. كانوا أيضًا أعضاء في مجموعة كاسا دي ليونيس (Casa de Leones) التي لم تدم طويلاً جنبًا إلى جنب مع جي كينغ و ماكسيمان (J-King & Maximan) و غيلو ستار (Guelo Star). أصبحا أول مطربان ريغيتون يؤديان في إمارة موناكو و أول ثنائي ريغيتون يؤدي في أستراليا .

## ديسكوغرافيا
| - 2007: Casa de Leones ‏ (with J King & Maximan and Guelo Star) - 2007: Los Más Sueltos del Reggaetón - 2010: El Momento - 2013: Sobredoxis - 2020: Viva el Perreo - 2010: Tengan Paciencia - 2012: Pre-Doxis - 2013: El Imperio Nazza: Doxis Edition - 2014: Under Doxis - 2016: La Alcaldia del Perreo | جويل - 2015: The Pre-Season - 2015: Roots & Suelto راندي - 2011: Éxitos de un Romance - 2011: Una Nota Con Elegancia (with Galante) - 2015: Roses & Wine |

## الجوائز
حصل جويل وراندي على ستة جوائز من أصل أحد عشر ترشيحًا، بما في ذلك جائزة واحدة من ثلاثة ترشيحات كجزء من فرقة كاسا دي ليونيس مع جي كينغ وماكسيمان و غويلو ستار.
- جولة المومينتو العالمية (2010-2011)
- جولة Sobredoxis العالمية (2013-2014)
- جولة دوكسيسلاند في الولايات المتحدة الأمريكية (2015)

## روابط خارجية
- الموقع الرسمي